# Минимализм (мода)

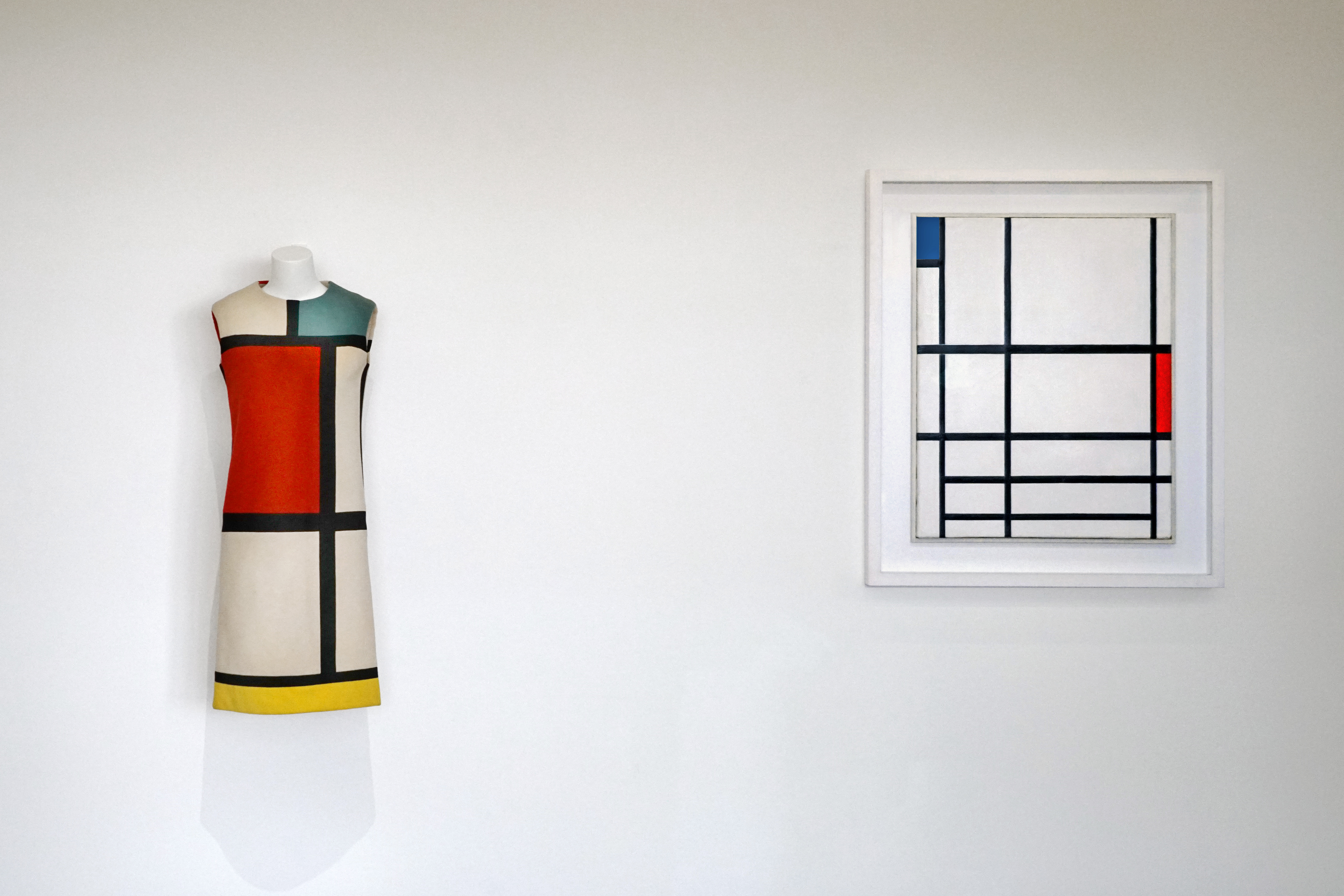
Платье «Мондриан» Yves Saint Laurent, 1965 год и работа Пита Мондриана. Центр Жоржа Помпиду, Париж.

Минимализм (от лат. minimus — наименьший) — направление в моде, связанное с использованием минимальных визуальных средств. Развитие минимализма как устойчивой тенденции связывают с костюмом и модой второй половины XX века. Наиболее важными этапами в развитии минимализма в моде считаются периоды 1960-х и 1990-х — 2000-х годов. Несмотря на то, что минималистическую моду рассматривают как единую систему, костюм разных периодов использовал различные элементы и различные стилистические методы. Отсутствие формального единства не позволяет рассматривать модный минимализм как стиль.

## Общая характеристика и термин
Минимализм рассматривают как одно из базовых течений в костюме и моде. Его определяют как направление, связанное с использованием схематичного (часто геометрического) силуэта, сложного структурного кроя и локальных цветов (белый, красный, желтый). В то же время, единство возможных характеристик минимализма является спорным. Художественная вариативность не позволяет определить минимализм как стиль. Исследователи обращают внимание, что универсальных признаков минимализма, в том числе в моде, не существует. Минималистические принципы в моде могут быть выражены через разные элементы и формы. Речь идет о единой программе, концепции, идее, которая не всегда выражается через установленный набор признаков. «… Минимализм в сфере моды можно рассматривать как часть общей доктрины, ориентированной на концептуальное представление формы и смысла».

## Проблема определения
Сложность определения минимализма связана с его вариативностью. Исследователи рассматривают модный минимализм и как вектор, ориентированный на традицию минималистических течений в архитектуре и дизайне 1930-х — 1960-х годов (в частности, — Интернационального стиля, Швейцарской графики), и как систему, связанную с традицией минималистического искусства 1960-х — 1970-х годов. Разные ориентиры предполагают использование разных приемов, форм и силуэтов в костюме. Классический модный минимализм связывают с модой 1960-х годов или их имитацией. В некоторых случаях минимализм может быть соотнесен с принципами деконструкции. Это усложняет определение модного минимализма как единого явления.

## Прототипы
Источниками минимализма в системе моды принято называть такие явления как ранний модернизм (De Stijl, конструктивизм и Баухаус), Интернациональный стиль и Минималистическое искусство 1960-х годов. Модный минимализм как принцип находит свои прототипы в графике Швейцарского стиля и предметном дизайне 1960-х годов. Минимализм как доктрина и концептуальный принцип обнаруживает параллели в архитектуре, музыке, дизайне, литературе, танце и т. д.

#### Минимализм и ранний модернизм
Исследователи полагают, что минимализм формировался под влиянием таких явлений как Art Nouveau , Немецкий Веркбунд, De Stijl, конструктивизм и художественная практика школы Баухаус. В частности, отмечают, что De Stijl обозначил минималистическую идеологию всего XX века. De Stijl представил аналитическую концепцию основой художественного произведения. Кроме этого, De Stijl обозначил структурный принцип как базу сложившейся формы. «De Stijl утвердил минимализм искусством структуры».

#### Классический модернизм и Интернациональный стиль
Интернациональный стиль рассматривают как один из очевидных источников минимализма в моде. Он был одним из первых примеров систематического использования минималистических принципов в архитектуре. Поскольку архитектурный принцип считается базовой платформой модного минимализма, Интернациональный стиль рассматривают важным источником минимализма не только в области архитектуры, но и в сфере моды. «Минималистическую моду 1960-х можно рассматривать как одну из версий Интернационального стиля, его условное продолжение».

#### Минимализм и Швейцарский стиль
Идея оценивать Швейцарский стиль одной из основ модного минимализма — распространенная практика как в исследованиях по теории костюма, так и в работах по истории дизайна. Швейцарская графика 1950-х — 1960-х годов способствовала тотальному распространению минималистической доктрины, сделав возможным систематическое использование минималистических принципов в костюме.

#### Американский минимализм 1960-х — 1970-х годов

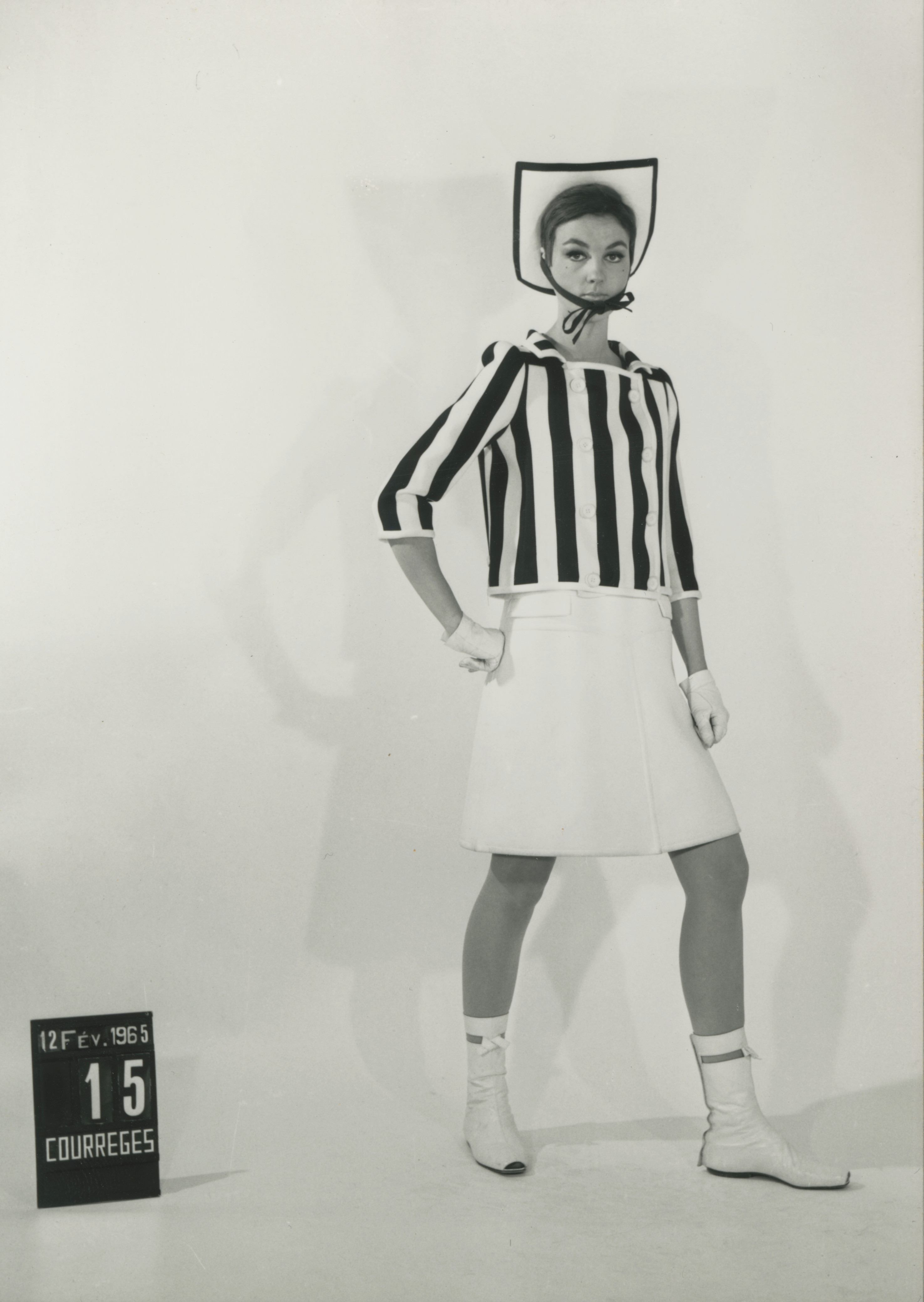
Модный дом André Courrèges. Коллекция 1965 года, модель № 15.

Американский минимализм 1960-х — 1970-х годов как художественный феномен оказал влияние на развитие минимализма как формы концептуальной идеологии в моде. Исследователи обращают внимание, что Американский минимализм был ориентирован на практику объекта, которая в сфере модного минимализма скорректировала понимание статуса костюма. Американский минимализм сделал возможным понимание костюма как объекта. Художественный минимализм 1960-х — 1970-х годов ориентировался на брутальные формы и грубые материалы (бетон, патинированное железо). Это привело к новому пониманию минималистического формата, который был связан не только с использованием монохромных геометрических форм, но и с применением элементов деконструкции.

## Основные принципы
Минимализм в системе моды связывают с несколькими базовыми принципами. Как правило, минималистическая программа подразумевает сочетание нескольких параметров, а не использование одного из них.
Основная сложность в определении минимализма — смешение разных принципов и разных художественных программ. Некоторые образцы модного минимализма ориентированы на принципы Баухауса и Интернационального стиля. Другие связаны с системой американского минимализма 1960-х годов. При безусловном идеологическом сходстве, эти системы демонстрируют принципиально разные художественные платформы и художественные ориентиры.

#### Структура и крой
Минималистические принципы в костюме соотносят с использованием конструктивного кроя. Система минималистического костюма часто бывает сложной и предполагает создание внутренней структуры. Артикулированная конструкция является важным атрибутом минималистической системы. Сложная внутренняя конструкция является инструментом создания простого геометрического силуэта. Структурные элементы кроя ведут к формированию структурных геометрических форм в одежде. Возможности минималистического кроя вариативны и строго установленных критериев не существует.

#### Форма

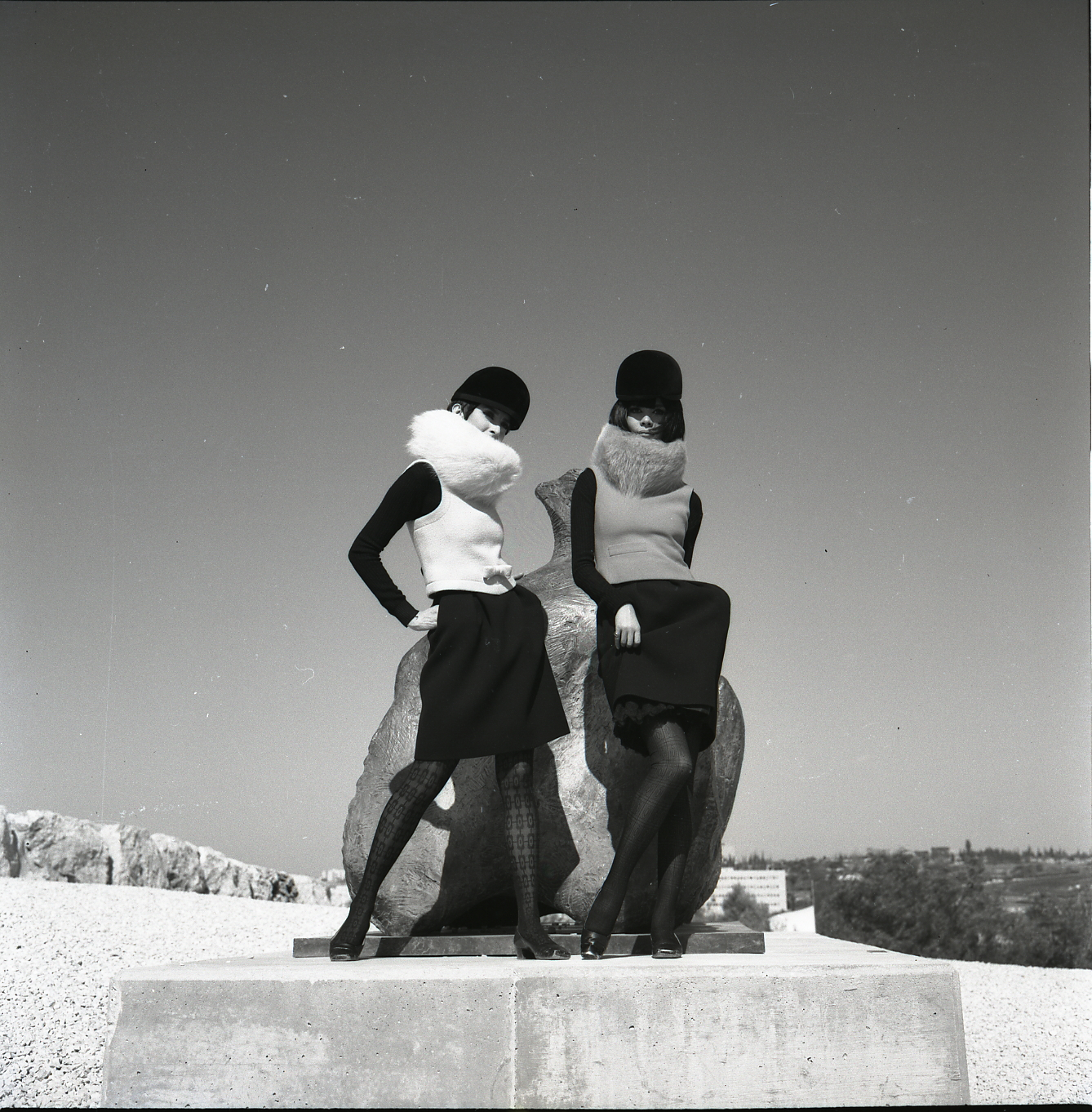
Коллекция Pierre Cardin, 1968 год. Фотограф Борис Карми. Модель справа — Хироко Мацумото.

Минималистическая программа предполагает формирование геометрических форм в костюме. В некоторых случаях, основой минимализма в моде называют А-образный силуэт. Тем не менее, границы минималистической формы значительно шире и подразумевают возможность использования других геометрических силуэтов. Одним из критериев минималистической формы также называют обтекаемый характер элементов. В исследованиях, посвященных теории моды, обращают внимание на тот факт, что минималистическая форма позволяет позиционировать костюм как объект.

#### Архитектурный принцип
Важным критерием минималистической формы считается её архитектурный характер. Минимализм в костюме использует структурный крой, формируя основу костюма как архитектурную систему. В некоторых случаях минималистический костюм имитировал принципы, сформировавшиеся в рамках архитектурной программы. Архитектурный принцип идентифицируют в коллекциях Пьера Кардена, Андре Куррежа, Мэри Куант, Пако Рабана, Ива Сен-Лорана и т. д. У некоторых модельеров-минималистов (в частности, у Пьера Кардена и Пако Рабана) было архитектурное образование.

#### Цвет
Один из главных принципов минимализма — использование монохромных массивов цвета. Минималистическая мода — это, прежде всего, однотонные вещи, где преимущество отдано белому цвету. Важной характеристикой минималистической программы является использование желтого и красного цветов. Отдельное цветовое направление — использование оттеночных цветов (прежде всего, бежевый, голубой). Такие цветовые оттенки, в частности, были использованы в коллекциях Мэри Куант, Андре Куррежа, и Пьера Кардена, в 1960-е годы, а также в работах Хельмута Ланга, Джил Сандер, Prada и т. д.
Отдельную проблему представляет минималистический статус черного цвета. Его использование не всегда является маркером минималистической программы даже при условии использования строгого кроя. Как правило, чёрный цвет соотносят с минималистической системой при условии использования минималистических форм и структурной конструкции.

## Основные имена

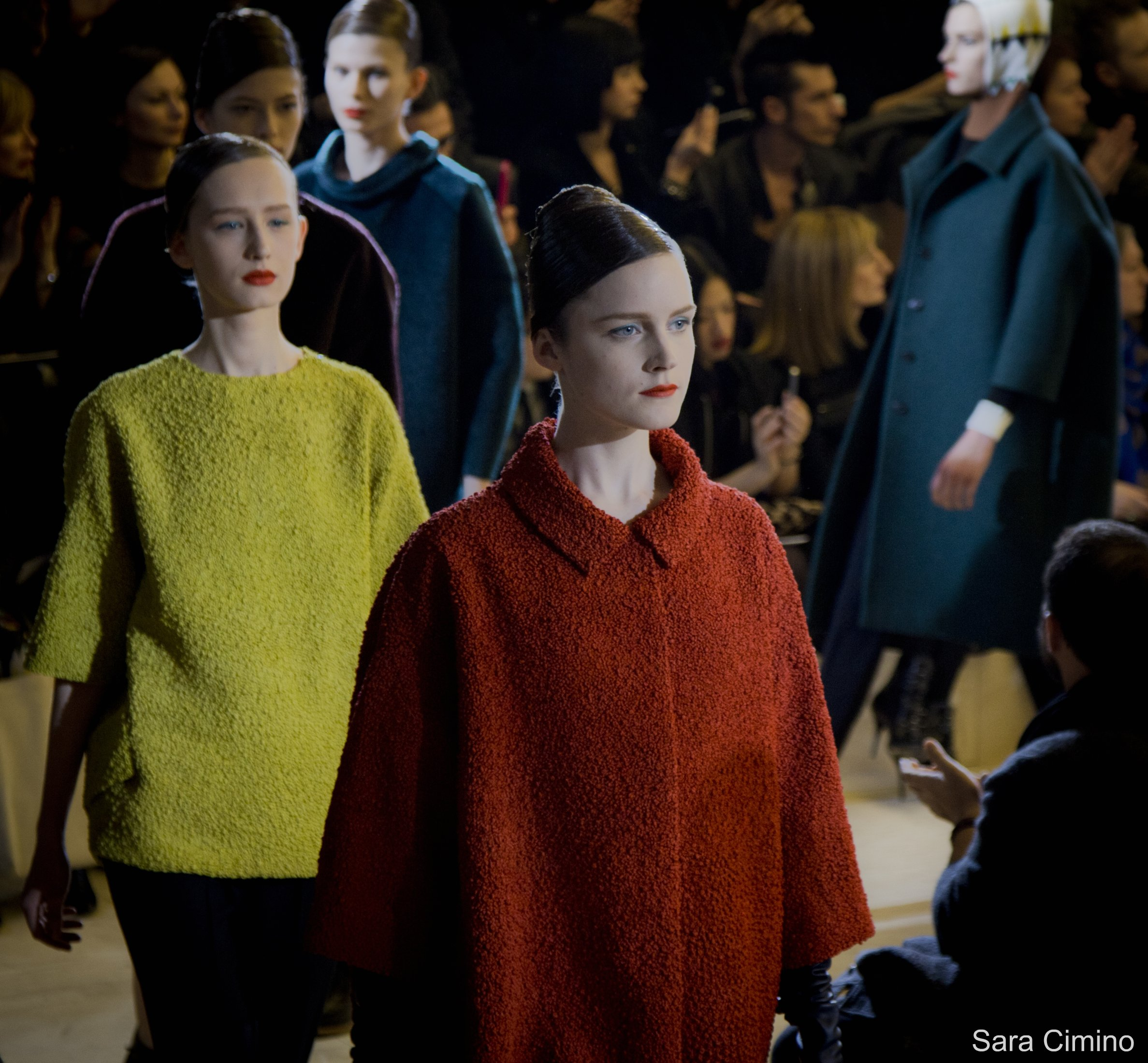
Коллекция Jil Sander осень-зима 2011. Один из примеров использования интенсивного цвета в системе минимализма.

Одна из проблем определения минималистической моды — обозначение основного круга дизайнеров. Этот перечень зависит от определения границ минимализма и понимания его хронологии. К безусловным представителям минималистической моды относят дизайнеров 1960-х годов, сформировавших принцип конструктивного кроя и геометрического силуэта. К этим дизайнерам, в частности, причисляют таких мастеров как Андре Куреж, Пьер Карден, Мэри Куант. К минималистическому формату относят ранние коллекции Ива Сен-Лорана. В России развитие минималистического формата в моде связывают с ранними коллекциями Вячеслава Зайцева.
Сложности вызывает определение круга минималистов 1990-х — 2000-х годов. Как правило, модный минимализм на этом хронологическом этапе соотносят с такими модными домами как Prada, Helmut Lang, Hussein Chalayan, Calvin Klein, Jil Sander, а также с работами таких японских дизайнеров как Comme des Garçons, Yohji Yamamoto, Issey Miyake. Также в России минимализм называют одной из характеристик Петербургской школы моды.
Условно определяют несколько направлений и школ, связанных с минималистической традицией. Среди них, в частности, условно определяют такие явления как японский минимализм (Реи Кавакубо, Едзи Ямамото, Иссэй Миякэ) и бельгийская школа (Анн Демельмейстер, Мартин Маржела). Принадлежность японского и бельгийского дизайна исключительно к минималистической традиции вызывает разногласия.

## Минимализм и близкие программы
Идеологические принципы минимализма применялись и в других направлениях в системе моды. В частности, элементы минималистической программы использовались в рамках таких направлений как пуризм и деконструктивизм. В первом случае (пуризм) речь шла об использовании минималистической цветовой гаммы (прежде всего, одежды белого и бежевого цвета). Во втором случае мода, связанная с деконструкцией, подразумевала выявление структуры одежды.
Содержательно модный минимализм связывают с возможностью использования футуристических концепций (в частности, в моде 1960-х годов) и деконструктивистских или ретро-элементов (например, в моде 1990-х годов).

## Минимализм и концепция альтернативной моды
Оценки минимализма связаны с определением его положения в системе моды. Как направление, основанное на использовании строгих функциональных форм, минимализм соотносят с коммерческим форматом моды. Использование радикальных форм и цветовых решений позволяет исследователям рассматривать минимализм как одно из направлений альтернативной моды. Использование концептуальной формы и обращение к художественной традиции XX века позволили критикам идентифицировать модный минимализм как одно из интеллектуальных направлений в моде.

## Итоги и влияние
Минимализм связывают с артикуляцией кроя в костюме и с использованием геометрического силуэта. Также влияние минимализма усматривают в последовательном использовании монохромных поверхностей и, в частности, в привилегии белого цвета в костюме. Минимализм рассматривают как повторяющийся тренд, который, с некоторыми изменениями, возникает в системе моды. Минималистический тренд может быть оценен как доминирующее направление и на протяжении последних десятилетий занимает устойчивое положение в гардеробе практически каждого сезона.